# コードネーム (和音記号)
コードネーム（Chord Symbol）はアメリカ合衆国で開発された和音記号で、主にポピュラー音楽の解析に用いられる記号である。アメリカのみならず全世界で幅広く通用する和音記号である。アメリカでは「コードシンボル」と呼ばれ、コードネームとは呼ばれていない。

## 概略
発案者はファーディ・グローフェとジェリー・ロール・モートンとされているものの両者の証言が存在しない。コードネーム全体の総合的な使用法を提唱した書籍は、当時ニューイングランド音楽院に勤務していたジョージ・ラッセルのリディアン・クロマティック・コンセプトの初版である。その後バークリー音楽院のUsing Upper-structure Triadsによって完成されたと考えるのが妥当である。
伝統的なローマ数字の記譜に基づいた和音をアルファベットに移すまではよかったが、その実際の使用法は何も確立されていなかった。その後、ジョージ・ラッセルがスクリャービンの「縦にすればコード、横にすればモード」といったロシア和声学からヒントを得て、リディア旋法から9, 11,13の和音を組織化する方法を確立し、日本では武満徹が私訳を試みるなど大いに流行した。11, 13の和音の上部だけを取り出せば、それはそれで別個の三和音になることをバークリー音楽院の教員を含む多くのジャズミュージシャンが強硬に主張した結果、現在に至る。

## 特徴
数字の横のシャープやフラットを使用するなど、数字付き低音との類似が顕著である。転調進行を明示せずともすべて同一の音高構造と考えられるので、トニック、ドミナント、サブドミナントの概念も何もなく使用できる点において便利である。ただし、複数の声部を組織化するのには向いていない。
あと、sus4といった音高構造を単独で用いることも可能であるため、機能和声学とは異なった雰囲気が醸し出される。なぜなら、機能和声学ではsus4に該当する音を解決する必要があるからである。この解決を放棄したのがクロード・ドビュッシーであるが、それ以前の和声学では解決が必須とされている。